# 9 км (зупинний пункт, Придніпровська залізниця, Дніпропетровська область)
9 кіломе́тр — пасажирський зупинний пункт Запорізької дирекції Придніпровської залізниці на лінії Чаплине — Пологи між станціями Чаплине (8 км) та Мечетна (14 км). Розташований у селі Водяне Покровського району Дніпропетровської області.

## Пасажирське сполучення
На зупинному пункті Платформа 9 км зупиняються приміські потяги до станцій Пологи та Чаплине.